# 阿尤鲁奥卡
阿尤鲁奥卡是巴西米纳斯吉拉斯州的一个市镇。总面积650.069平方公里，总人口6239人，人口密度9.6人/平方公里。